# Warwick (dystrykt)
Warwick – dystrykt w hrabstwie Warwickshire w Anglii. W 2011 roku dystrykt liczył 137 648 mieszkańców.

## Miasta
- Kenilworth
- Royal Leamington Spa
- Warwick
- Whitnash

## Inne miejscowości
Baddesley Clinton, Baginton, Bubbenhall, Budbrooke, Bushwood, Chadwick End, Cubbington, Hatton, Lapworth, Offchurch, Radford Semele, Sherbourne, Stareton, Stoneleigh, Weston under Wetherley.